# Kristianstads GK
Kristianstads GK är en golfklubb utanför Åhus i Kristianstads kommun i Skåne. Den bildades 1924.
Golfklubben har två banor, en slättbana på Rinkabyfälten och en skogsbana bland furet inpå Åhus.
1993 valdes denna klubb till Årets golfklubb.